# Vecchiano
Vecchiano é uma comuna italiana da região da Toscana, província de Pisa, com cerca de 11.413 habitantes. Estende-se por uma área de 67 km², tendo uma densidade populacional de 170 hab/km². Faz fronteira com Lucca (LU), Massarosa (LU), San Giuliano Terme, Viareggio (LU).

## Demografia
| Variação demográfica do município entre 1861 e 2011                               |
|                                                                                   |
| Fonte: Istituto Nazionale di Statistica (ISTAT) - Elaboração gráfica da Wikipedia |